# Korfbal Die Haghe
El Korfbal Vereniging Die Haghe és un club de corfbol de La Haia (Països Baixos) fundat l'1 de març de 1920. Ha aconseguit la Copa d'Europa en els anys 2001 i 2003.